# النقل في جرينلاند
شبكة النقل في جرينلاند غير عادية، لعدم وجود سكك حديدية أو ملاحة داخلية كالملاحة في الأنهار، ويكاد لا يوجد طرق بين المدن والمستطونات. مجموع أطوال الطرق المعبدة 150 كم (90 ميل) في عموم البلاد. وترتبط بلدتي إيفيتوت وكانيلينجويت بطريق قصير بطول 4.5 كيلومتر بينما بقية البلدات معزولة. تاريخياً، كانت أهم وسائل النقل كانت عن طريق القوارب على طول الساحل في الصيف وزلاجات الكلاب في فصل الشتاء، وخاصة في الشمال والشرق. وبشكل عام، النقل الجوي هو الأكثر استخداماً في كافة أنحاء البلاد.

## نقل جوي
حين احتلت ألمانيا الدنمارك خلال الحرب العالمية الثانية، سيطرت الولايات المتحدة على جرينلاند والمطارات التي بنيت هناك. حالياً هناك عدد من المطارت في أنحاء البلاد مثل:
- مطار آسيات
- مطار إيلوليسات
- مطار كانجرلوسواك
- مطار كولوسوك
- مطار مانيتسوك
- مطار نارسارسواك
- مطار نوك
- مطار باميوت
- قاعدة ثول الجوية
- مطار كاناك
- مطار كارسوت
- مطار سيسيميوت
- مطار آبرناويك

تدير المطارات إدارة مطارات جرينلاند.

## نقل بحري

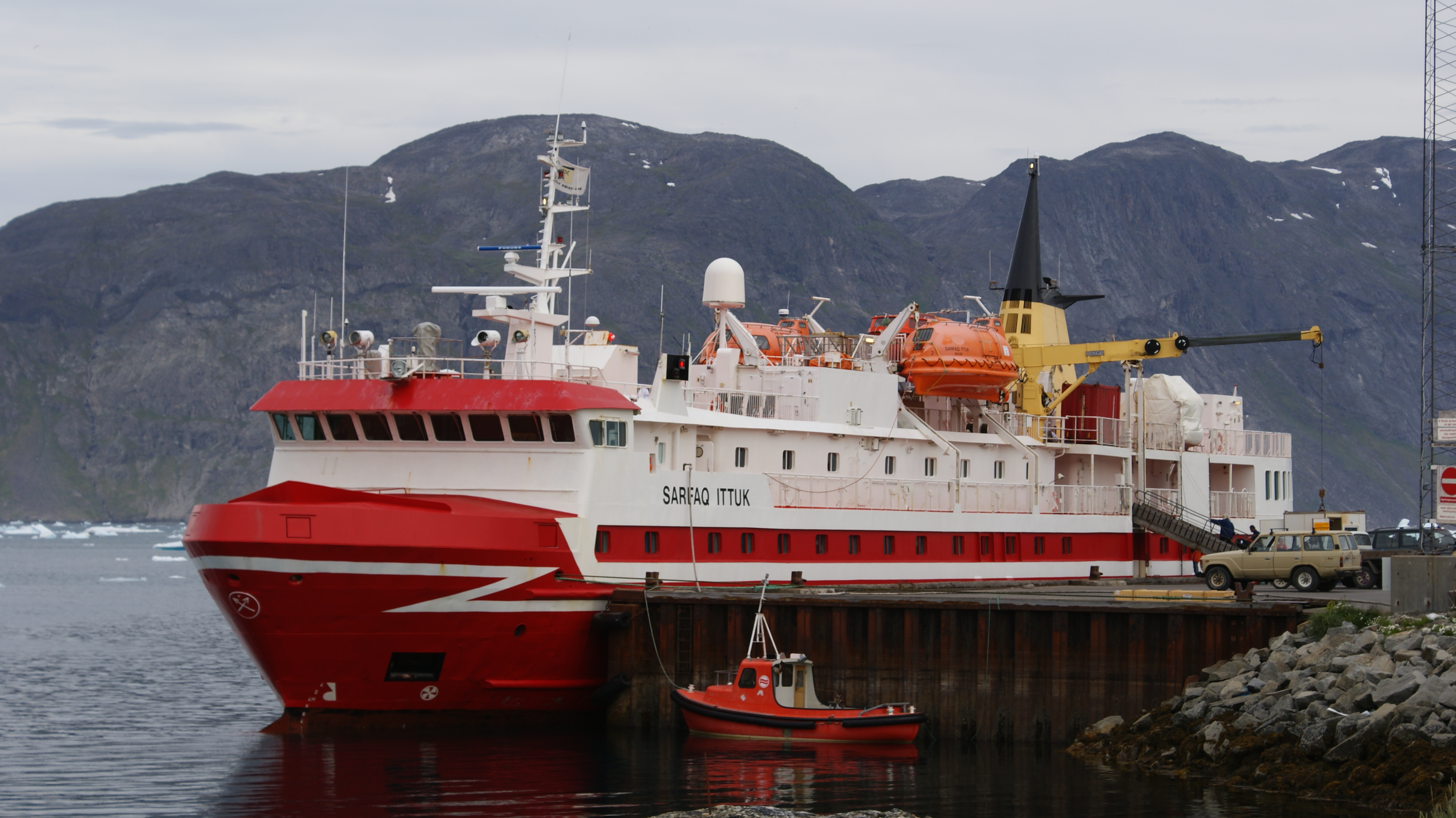
العبارة سارفاك إتوك التابعة لخط أومياك القطبي الشمالي.

هناك منافذ بحرية في إيلوليسات وكانجرلوسواك وكاكورتوك نارساك ونوك وسيسيميوت وآسيات. العديد من المدن الأخرى لديها منافذ صغيرة أيضاً. يوجد خطين بحريين فقط يستخدمون هذه المرافئ البحرية وهم: الخط الملكي القطبي الشمالي وخط أومياك القطبي الشمالي.

## سكك حديدية
تاريخياً، تم تنفيذ خطوط السكك الحديدية ضيقة لأغراض خاصة، مثل تلك التي في قرية كورنوك [الإنجليزية] في مضيق نوك البحري، تم استخدام السكك الحديدية لنقل أسماك كورنوك من الميناء إلى السقالات للتجفيف. تم التخلي عن خط السكة الحديدية قبل فترة وجيزة من إنشاء القرية.